# Ciclismo nos Jogos Olímpicos de Verão de 2016 - BMX masculino
A prova de BMX masculino do ciclismo nos Jogos Olímpicos de Verão de 2016 foi disputada entre os dias 17 de agosto e 19 de agosto no Centro Olímpico de BMX.

## Calendário
Horário local (UTC-3)
| Dia          | Horário | Fase              |
| ------------ | ------- | ----------------- |
| 17 de agosto | 14:34   | Tomada de tempo   |
| 18 de agosto | 13:30   | Quartas de final  |
| 19 de agosto | 13:38   | Semifinal e final |

## Medalhistas
| Ouro   | USA Connor Fields    |
| Prata  | NED Jelle van Gorkom |
| Bronze | COL Carlos Ramírez   |

## Resultados

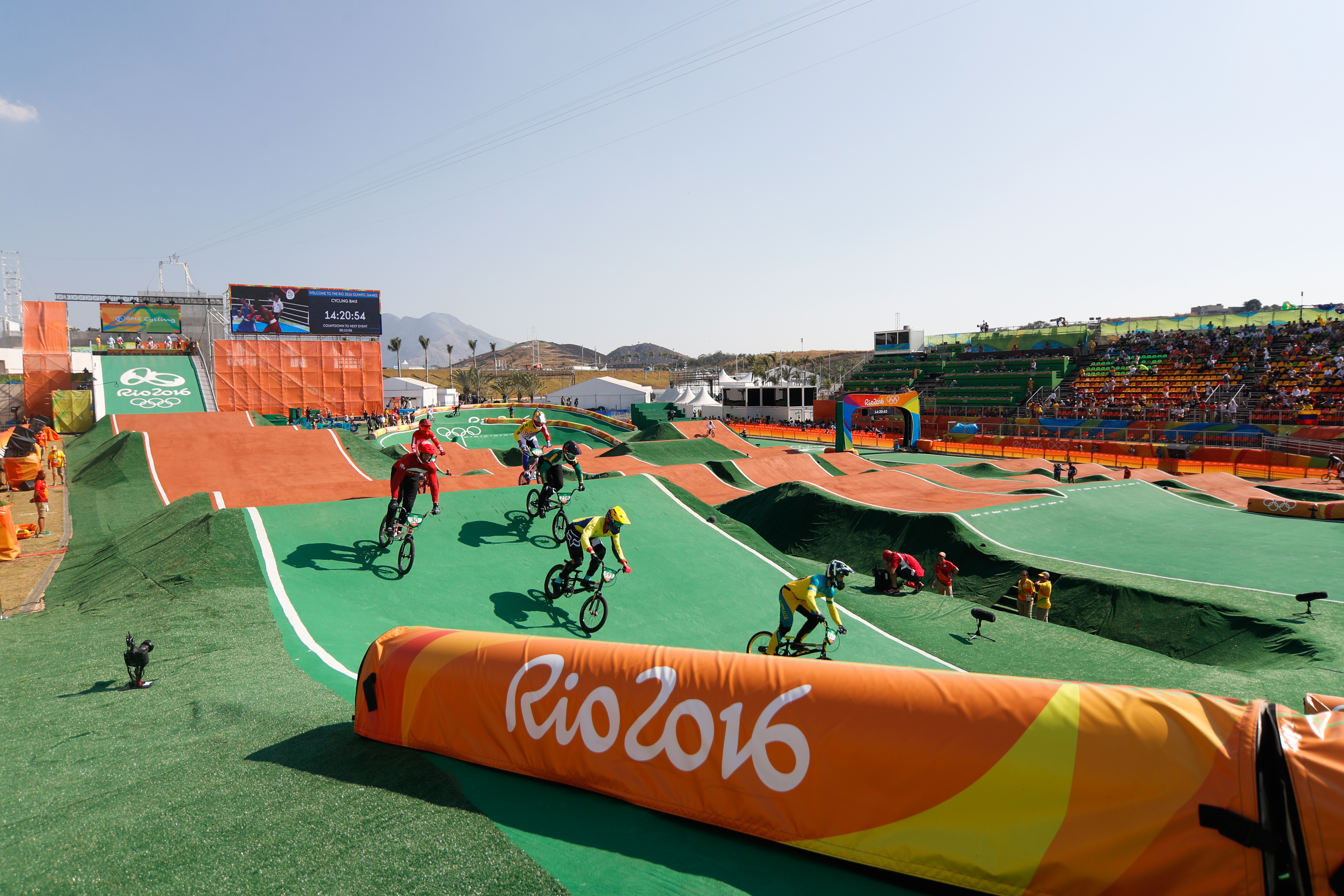
Competidores durante uma das baterias do BMX.

### Tomada de tempo
| Pos. | Ciclista               | Tempo  | Notas |
| ---- | ---------------------- | ------ | ----- |
| 1    | FRA Joris Daudet       | 34.617 |       |
| 2    | SUI David Graf         | 34.678 |       |
| 3    | AUS Sam Willoughby     | 34.714 |       |
| 4    | USA Connor Fields      | 34.768 |       |
| 5    | USA Corben Sharrah     | 34.893 |       |
| 6    | NED Twan van Gendt     | 34.933 |       |
| 7    | LAT Māris Štrombergs   | 34.953 |       |
| 8    | NED Niek Kimmann       | 35.070 |       |
| 9    | USA Nicholas Long      | 35.088 |       |
| 10   | GBR Liam Phillips      | 35.095 |       |
| 11   | FRA Amidou Mir         | 35.248 |       |
| 12   | JPN Yoshitaku Nagasako | 35.286 |       |
| 13   | AUS Bodi Turner        | 35.333 |       |
| 14   | COL Carlos Oquendo     | 35.341 |       |
| 15   | GER Luis Brethauer     | 35.379 |       |
| 16   | BRA Renato Rezende     | 35.404 |       |
| 17   | NED Jelle van Gorkom   | 35.413 |       |
| 18   | CAN Tory Nyhaug        | 35.422 |       |
| 19   | COL Carlos Ramírez     | 35.423 |       |
| 20   | AUS Anthony Dean       | 35.445 |       |
| 21   | GBR Kyle Evans         | 35.776 |       |
| 22   | FRA Jérémy Rencurel    | 35.884 |       |
| 23   | VEN Jefferson Milano   | 35.945 |       |
| 24   | DEN Niklas Laustsen    | 36.199 |       |
| 25   | NZL Trent Jones        | 36.331 |       |
| 26   | RSA Kyle Dodd          | 36.454 |       |
| 27   | ECU Alfredo Campo      | 36.463 |       |
| 28   | NOR Tore Navrestad     | 36.484 |       |
| 29   | ARG Gonzalo Molina     | 36.860 |       |
| 30   | RUS Evgeny Komarov     | 36.958 |       |
| 31   | INA Toni Syarifudin    | 40.975 |       |
| 32   | LAT Edžus Treimanis    |        | DNF   |

### Quartas de final

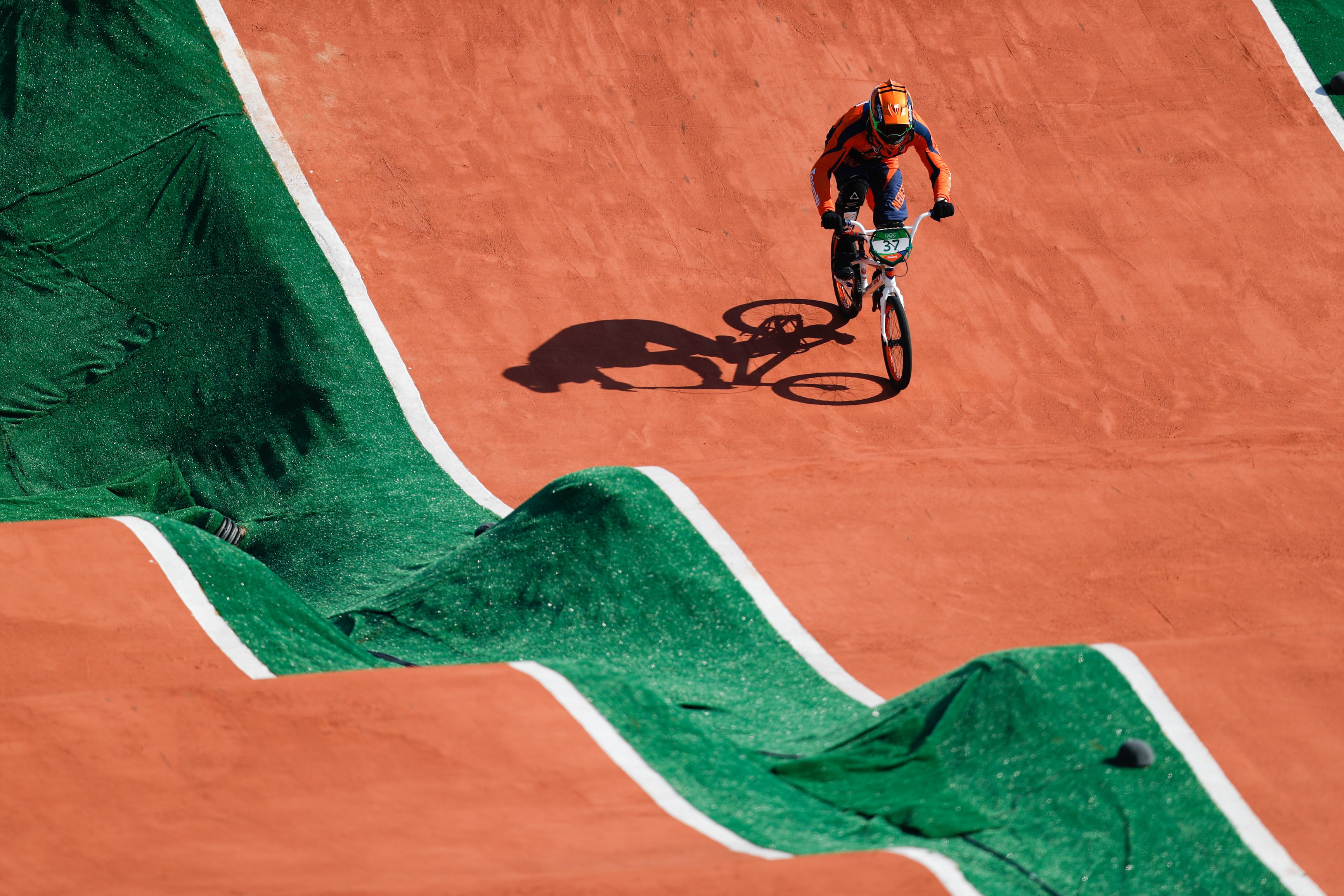
Jelle van Gorkom venceu a primeira bateria de quartas de final.

Bateria 1
| Pos. | Ciclista             | 1º corrida | 2º corrida   | 3º corrida   | Total | Notas |
| ---- | -------------------- | ---------- | ------------ | ------------ | ----- | ----- |
| 1    | NED Jelle van Gorkom | 35.101 (1) | 35.872 (1)   | 36.680 (4)   | 6     | Q     |
| 2    | NZL Trent Jones      | 35.455 (3) | 35.561 (2)   | 36.173 (2)   | 7     | Q     |
| 3    | USA Nicholas Long    | 35.730 (5) | 40.046 (4)   | 35.331 (1)   | 10    | Q     |
| 4    | NED Niek Kimmann     | 35.725 (4) | 1:47.485 (7) | 36.431 (3)   | 14    | Q     |
| 5    | LAT Edžus Treimanis  | 36.022 (7) | 37.619 (3)   | 37.379 (5)   | 15    |       |
| 6    | FRA Joris Daudet     | 35.434 (2) | DNF (8)      | DNF (8)      | 18    |       |
| 7    | DEN Niklas Laustsen  | 36.965 (8) | 44.351 (5)   | 41.942 (6)   | 19    |       |
| 8    | BRA Renato Rezende   | 35.970 (6) | 1:19.255 (6) | 1:44.597 (7) | 19    |       |

Bateria 2
| Pos. | Ciclista             | 1º corrida   | 2º corrida   | 3º corrida | Total | Notas |
| ---- | -------------------- | ------------ | ------------ | ---------- | ----- | ----- |
| 1    | CAN Tory Nyhaug      | 35.958 (1)   | 35.035 (1)   | 38.754 (2) | 4     | Q     |
| 2    | GER Luis Brethauer   | 37.386 (2)   | 36.234 (2)   | 39.384 (3) | 7     | Q     |
| 3    | VEN Jefferson Milano | 41.709 (3)   | 36.296 (3)   | 40.894 (6) | 12    | Q     |
| 4    | SUI David Graf       | 2:54.204 (7) | 1:14.051 (6) | 38.390 (1) | 14    | Q     |
| 5    | LAT Māris Štrombergs | 1:36.876 (6) | 44.376 (4)   | 39.554 (4) | 14    |       |
| 6    | RSA Kyle Dodd        | 42.683 (4)   | 50.545 (5)   | 39.959 (5) | 14    |       |
| 7    | INA Toni Syarifudin  | 45.325 (5)   | 1:21.149 (7) | DNS (10)   | 22    |       |
| 8    | GBR Liam Phillips    | DNF (8)      | DNS (10)     | DNS (10)   | 28    |       |

Bateria 3
| Pos. | Ciclista            | 1º corrida   | 2º corrida | 3º corrida   | Total | Notas |
| ---- | ------------------- | ------------ | ---------- | ------------ | ----- | ----- |
| 1    | AUS Sam Willoughby  | 35.877 (1)   | 35.130 (1) | 35.152 (1)   | 3     | Q     |
| 2    | COL Carlos Oquendo  | 37.728 (3)   | 35.607 (3) | 35.699 (3)   | 9     | Q     |
| 3    | NED Twan van Gendt  | 1:46.311 (6) | 35.293 (2) | 35.217 (2)   | 10    | Q     |
| 4    | COL Carlos Ramírez  | 37.054 (2)   | 36.181 (5) | 36.020 (4)   | 11    | Q     |
| 5    | FRA Jérémy Rencurel | 40.894 (4)   | 35.927 (4) | 1:30.329 (6) | 14    |       |
| 6    | RUS Evgeny Komarov  | 41.584 (5)   | 40.430 (6) | 39.770 (5)   | 16    |       |
| 7    | FRA Amidou Mir      | DNF (8)      | DNS (10)   | DNS (10)     | 28    |       |
| 8    | ECU Alfredo Campo   | DNF (8)      | DNS (10)   | DNS (10)     | 28    |       |

Bateria 4
| Pos. | Ciclista               | 1º corrida | 2º corrida | 3º corrida | Total | Notas |
| ---- | ---------------------- | ---------- | ---------- | ---------- | ----- | ----- |
| 1    | AUS Anthony Dean       | 35.934 (2) | 34.994 (1) | 35.193 (1) | 4     | Q     |
| 2    | USA Connor Fields      | 35.191 (1) | 35.761 (4) | 35.601 (3) | 8     | Q     |
| 3    | USA Corben Sharrah     | 36.213 (4) | 35.558 (3) | 35.447 (2) | 9     | Q     |
| 4    | ARG Gonzalo Molina     | 36.078 (3) | 35.412 (2) | 36.122 (5) | 10    | Q     |
| 5    | AUS Bodi Turner        | 39.094 (6) | 42.436 (8) | 35.721 (4) | 18    |       |
| 6    | NOR Tore Navrestad     | 42.105 (8) | 35.904 (5) | 36.715 (6) | 19    |       |
| 7    | GBR Kyle Evans         | 37.230 (5) | 40.351 (7) | 37.203 (7) | 19    |       |
| 8    | JPN Yoshitaku Nagasako | 41.455 (7) | 39.258 (6) | 47.041 (8) | 21    |       |

### Semifinal
Semifinal 1
| Pos. | Ciclista             | 1º corrida | 2º corrida | 3º corrida   | Total | Notas |
| ---- | -------------------- | ---------- | ---------- | ------------ | ----- | ----- |
| 1    | AUS Anthony Dean     | 35.243 (1) | 34.901 (1) | 34.832 (1)   | 3     | Q     |
| 2    | NED Jelle van Gorkom | 35.337 (2) | 35.615 (6) | 35.038 (3)   | 11    | Q     |
| 3    | COL Carlos Ramírez   | 35.537 (3) | 35.261 (3) | 42.706 (5)   | 11    | Q     |
| 4    | USA Nicholas Long    | 35.858 (5) | 35.450 (5) | 34.921 (2)   | 12    | Q     |
| 5    | USA Corben Sharrah   | 36.289 (6) | 35.164 (2) | 35.352 (4)   | 12    |       |
| 6    | COL Carlos Oquendo   | 35.740 (4) | 35.420 (4) | 55.966 (6)   | 14    |       |
| 7    | SUI David Graf       | 45.335 (8) | 36.057 (7) | 2:10.243 (7) | 22    |       |
| 8    | GER Luis Brethauer   | 36.400 (7) | 36.230 (8) | DNF (8)      | 23    |       |

Semifinal 2
| Pos. | Ciclista             | 1º corrida   | 2º corrida   | 3º corrida | Total | Notas |
| ---- | -------------------- | ------------ | ------------ | ---------- | ----- | ----- |
| 1    | AUS Sam Willoughby   | 34.888 (1)   | 34.478 (1)   | 34.686 (1) | 3     | Q     |
| 2    | USA Connor Fields    | 35.163 (2)   | 34.802 (2)   | 36.176 (6) | 10    | Q     |
| 3    | NED Niek Kimmann     | 35.676 (4)   | 36.147 (6)   | 35.222 (2) | 12    | Q     |
| 4    | CAN Tory Nyhaug      | 36.714 (6)   | 35.025 (3)   | 35.640 (3) | 12    | Q     |
| 5    | NED Twan van Gendt   | 35.905 (5)   | 35.732 (5)   | 35.663 (4) | 14    |       |
| 6    | ARG Gonzalo Molina   | 39.102 (7)   | 35.541 (4)   | 35.807 (5) | 16    |       |
| 7    | NZL Trent Jones      | 35.425 (3)   | 1:05.161 (7) | 36.391 (7) | 17    |       |
| 8    | VEN Jefferson Milano | 1:56.976 (8) | 1:14.157 (8) | 38.018 (8) | 24    |       |

### Final

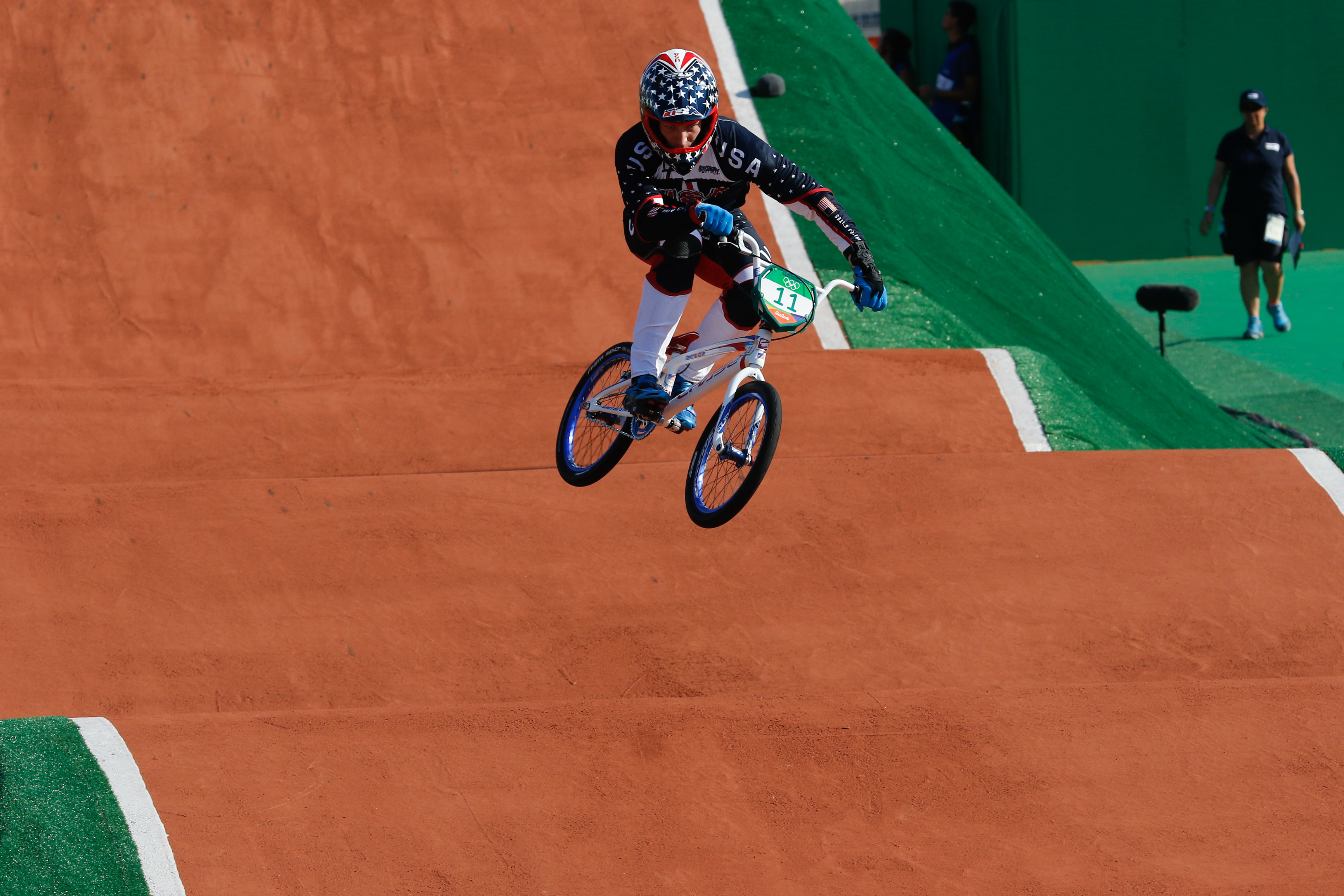
Connor Fields conquistou a medalha de ouro.

| Pos.              | Ciclista             | Tempo  |
| ----------------- | -------------------- | ------ |
| Medalha de ouro   | USA Connor Fields    | 34.642 |
| Medalha de prata  | NED Jelle van Gorkom | 35.316 |
| Medalha de bronze | COL Carlos Ramírez   | 35.517 |
| 4                 | USA Nicholas Long    | 35.522 |
| 5                 | CAN Tory Nyhaug      | 35.674 |
| 6                 | AUS Sam Willoughby   | 36.325 |
| 7                 | NED Niek Kimmann     | 36.579 |
| 8                 | AUS Anthony Dean     | DNF    |